# Canon EF 28-300mm f/3.5-5.6L IS USM
El Canon EF 28-300mm f/3.5-5.6L IS USM és un objectiu zoom el qual esta entre una focal gran angular, normal i teleobjectiu, de la sèrie L i amb muntura Canon EF.
Aquest, va ser anunciat per Canon el 29 de gener de 2004, amb un preu de venta suggerit de 330.000¥.
Actualment, és l'òptica de la sèrie EF de Canon amb més zoom (10,7x).
Aquest objectiu és un tot terreny, per tant es pot utilitzar per molts tipus de fotografia, com paisatge, retrat, fauna o esport. És molt utilitzat per fotoperiodistes per la seva gran versatilitat d'ús.

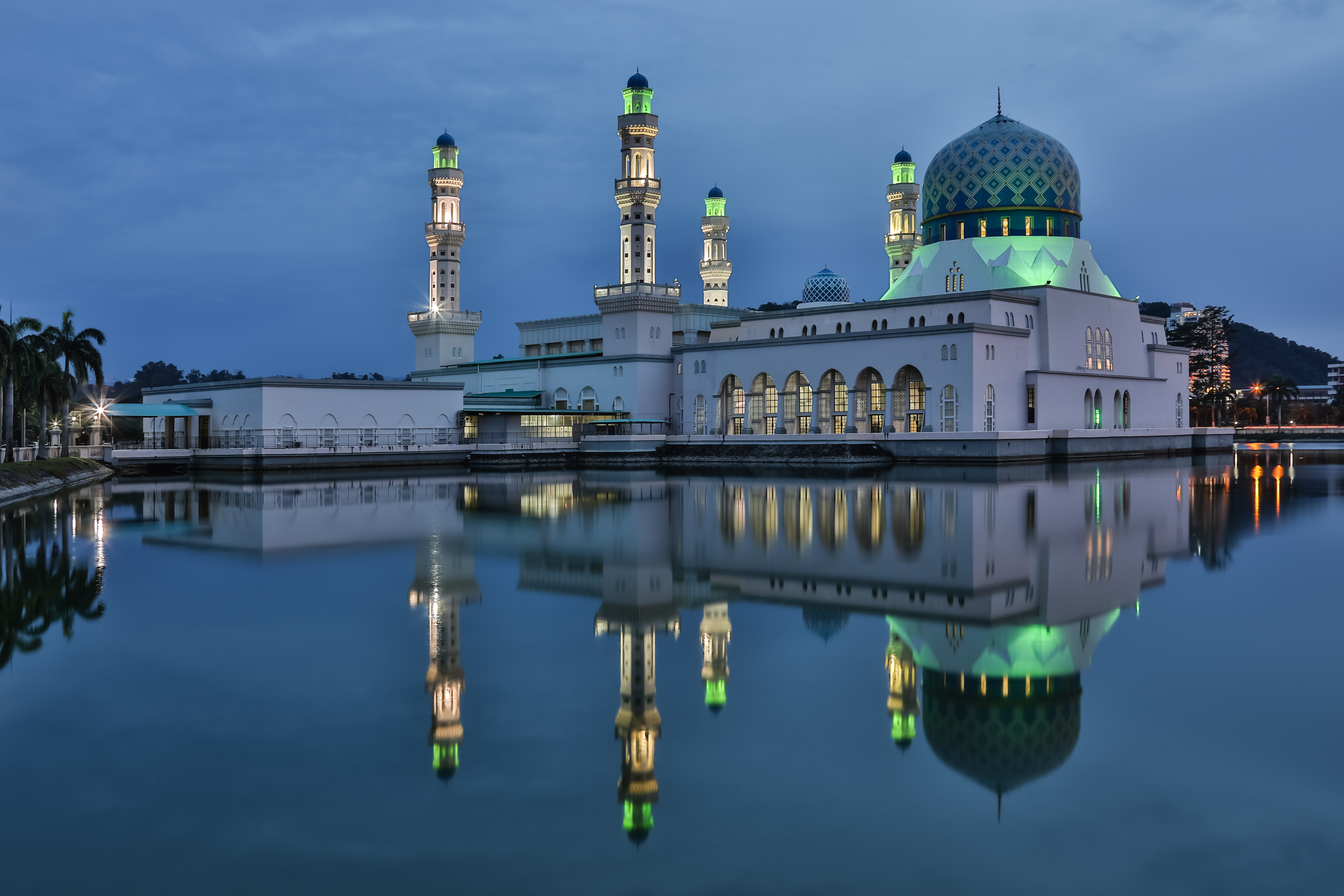
Paisatge fotografiat a 28mm amb el Canon EF 28-300mm f/3.5-5.6L IS USM

## Característiques
Les seves característiques més destacades són:
- Distància focal: 28-300mm
- Obertura: f/3.5 - 22 (a 28mm) i f/5.6 - 38 (a 300mm)
- Motor d'enfocament: USM (Motor d'enfocament ultrasònic, ràpid i silenciós)
- Estabilitzador d'imatge de 3 passes
- Distància mínima d'enfocament: 70cm
- Rosca de 77mm
- Distorisió òptica a 28mm de -4,2% (tipus barril) i a 300mm de 1,02% (tipus coixí).[3]
- A f/11 és on l'objectiu menys ombreja les cantonades, encara que a f/8 aquest efecte ja es veu molt rebaixat
- A 35mm i f/5.6 es redueix una mica l'efecte d'ombrejat a les cantonades
- A 28mm i entre f/5.6 i f/8 és on l'objectiu dona la millor qualitat òptica[3]
- A 300mm i entre f/8 i f/11 és on l'objectiu dona la millor qualitat òptica

## Construcció[4]
- L'objectiu està construït amb metall
- El diafragma consta de 8 fulles, i les 23 lents de l'objectiu estan distribuïdes en 16 grups
- Consta de tres elements asfèrics i tres lents d'ultra baixa dispersió
- El zoom és del tipus "push/pull" en lloc de l'habitual mecanisme de la majoria d'objectius
- Consta d'un disseny amb la possibilitat de bloquejar la lent a la distància focal desitjada
- Es poden activar dos modes d'estabilitzador, un per escenes estàtiques, el qual estabilitza l'eix horitzontal i vertical i l'altre el qual només estabilitza l'eix vertical

## Accessoris compatibles[5]
- Tapa E-77 II
- Parasol EW-83G
- Filtres de 77mm
- Tapa posterior E
- Funda tova LZ1324
- Coberta de pluja ERC-E4S
- Tub d'extensió EF 12 II
- Tub d'extensió EF 25 II

## Objectius similars amb muntura Canon EF
L'objectiu més semblant de Canon, és el Canon EF 35-350mm f/3.5-5.6L USM, el qual va ser substituit per aquesta òptica el 2004, any en el qual es va comercialitzar el Canon EF 28-300mm. Aquest, a part de guanyar més focal gran angular, també incorpora un estabilitzador d'imatge de tres passes.
També existeixen els següents objectius:
- Tamron AF 28-300mm f/3.5-6.3 XR Di VC LD Aspherical (IF) Macro[6]
- Tamron AF 28-300mm f/3.5-6.3 XR Di LD Aspherical (IF) Macro[7]
- Tamron 28-300mm f/3.5-6.3 Di VC PZD[8]